# Эскадренные миноносцы типа «Альмиранте»
Тип «Альмиранте» (исп. Almirante Clase) — серия эскадренных миноносцев Чили 1950-х годов. В 1956—1960 годах по заказу ВМС Чили на верфях фирмы «Виккерс-Армстронг» в Великобритании были построены два корабля этого типа. На протяжении своей службы эсминцы типа «Альмиранте» неоднократно модернизировались, так, уже в 1964 году они получили ПУ ЗРК «Си Кэт», а во время проводившейся в Великобритании в 1971—1975 годах капитальной модернизации были установлены, помимо нового радиолокационного оборудования, по 4 ПУ ПКР «Экзосет», две из которых были в 1980 году сняты для установки на полученные от США эсминцы типа «Аллен М. Самнер». Сняты с вооружения эсминцы типа «Альмиранте» были только в 1998 году.

## Представители
| Название                              | Номер  | Закладка            | Спуск на воду        | Вступление в строй   | Судьба                        |
| ------------------------------------- | ------ | ------------------- | -------------------- | -------------------- | ----------------------------- |
| Альмиранте Риверос Almirante Riveros  | DDG-18 | 12 апреля 1957 года | 12 декабря 1958 года | 31 декабря 1960 года | Снят с вооружения в 1998 году |
| Альмиранте Уильямс Almirante Williams | DDG-19 | 20 июня 1956 года   | 5 мая 1958 года      | 26 марта 1960 года   | Снят с вооружения в 1998 году |